# Byron Stevenson
William Byron Stevenson (Llanelli, 7 de septiembre de 1956 – 6 de septiembre de 2007) fue un futbolista internacional galés, que ocupó el puesto de defensa y centrocampista. Stevenson jugó en el Leeds United, Birmingham City y el Bristol Rovers.
Comenzó su carrera en el Leeds United en 1972, entonces una de las grandes potencias del fútbol europeo. Inicialmente se le consideró un posible sustituto de Jack Charlton o Norman Hunter, ya que el Leeds de Don Revie comenzaba a desintegrarse. Stevenson tuvo que esperar hasta abril de 1976 para conseguir una racha de partidos, cuando disputó seis partidos consecutivos de liga sustituyendo a Paul Reaney como lateral derecho. Tuvo una buena racha como central en 1979 y como mediocampista en 1981, disputando un total de 95 partidos.
En 1981, un intercambio lo llevó al Birmingham City, donde jugó más de 100 partidos. Fichó por el Bristol Rovers en 1985, pero decidió retirarse el verano siguiente a los 29 años, tras sufrir varias lesiones. Tras retirarse del fútbol, Byron se convirtió en el propietario del bar New Inn en Elland Road, Churwell, Leeds, que años antes había sido gestionado por otra leyenda del Leeds United y de la selección galesa, John Charles.
Stevenson falleció de cáncer de garganta en septiembre de 2007, un día antes de lo que habría sido su 51.º cumpleaños y un día después del cumpleaños de su nieto.

## Carrera como internacional
En mayo de 1978 Stevenson defendió la selección de Gales debutando en el Racecourse, Wrexham con una victoria de 1–0 sobre Irlanda del Norte en el Campeonato Británico. Jugó 15 ocasiones como internacional entre 1978 y 1982.
Fue expulsado polémicamente en Turquía en 1979 tras supuestamente fracturar el pómulo de su rival Buyak Mustafa. Recibió una sanción europea de cuatro años y medio, lo que puso fin a su carrera internacional.

## Clubes
| Club            | País       | Año       | Partidos | Goles |
| Leeds United    | Inglaterra | 1975–1981 | 95       | 4     |
| Birmingham City | Inglaterra | 1981–1985 | 74       | 3     |
| Bristol Rovers  | Inglaterra | 1985–1986 | 31       | 3     |